# バッテリー・パーク・シティ
バッテリー・パーク・シティ (Battery Park City) は、ニューヨーク市マンハッタン区ダウンタウンにある地域である。
ハドソン川の最南東に位置しており、北東にトライベッカ、東にフィナンシャル・ディストリクト、南東にバッテリー・パークがある。このエリアの北、西、南はハドソン川の河口となっている。ハドソン川を挟んだ西側の対岸にはニュージャージー州のジャージー・シティがある。このエリアとトライベッカおよびフィナンシャル・ディストリクトの境界にはウエスト・ストリートが走っている。
バッテリー・パーク・シティは、ワールドトレードセンターやニューヨーク市のトンネルなどの建設の際の土砂を利用して、古くからの港湾であった櫛型突堤の間を埋め立てた埋立地であり、Hugh L. Carey Battery Park City Authorityにより管理および所有されている。超高層ビル群ブルックフィールド・プレイスや高層住宅などが立ち並ぶ。